# 赵英俊
赵英俊（1977年7月28日—2021年2月3日），本名赵健，辽宁抚顺人，中國大陸男歌手、詞曲作家、音樂製作人、演员、編劇。

## 早年经历
2004年参加选秀节目《我型我秀》出道，外号潇洒哥，其歌曲串烧《刺激2005》在中国大陆“一夜爆红”，但此后几年“歌红人不红”，陆续做过电台DJ、电视节目主持人、电视节目音乐总监等职业。

## 职业生涯
2007年，赵英俊客串喻恩泰、成奎安主演的喜剧片《大话股神》，这是他的第一部电影作品。
2009年，赵英俊和徐峥、李小璐、乔任梁、杨青主演喜剧片《夜·店》。
2010年，赵英俊主演爱情片《幸福在2010》，扮演于达，一个30岁的在上海市追梦的程序员。同年，他和王子子主演喜剧《全优7笑果》，这是他出演第一部电视剧，也是唯一一部电视剧。
2011年，赵英俊和金巧巧、孟霞主演喜剧片《像小强一样活着》，扮演张小强，方青卓扮演他的母亲。同时他创作了该片的同名主题曲。同年，他参演吴刚、岳秀清、应采儿、张馨予主演的剧情片《不怕贼惦记》，该片豆瓣评分7.3分。同年，他客串朱时茂、刘雅瑟、英达、杨恭如、乔任梁、邬君梅、莫小奇、梁天主演的喜剧片《戒烟不戒酒》，该片由朱时茂执导。
2012年，赵英俊在Angelababy、赵又廷主演的爱情片《第一次》中出演配角吉他手春子。同年，他出现在“夜店”系列的续作《夜店诡谈》里，跳迈克尔·杰克逊的招牌太空舞。同年为徐峥电影《人再囧途之泰囧》完成配乐，开始电影配乐生涯。此后曾为多部知名电影创作或演唱主题曲或插曲。
2013年，赵英俊参演的4部电影上映。他在朱时茂执导的爱情喜剧片《爱情不NG》出演配角保险哥，该片由苏见信、李小冉、余少群、钟欣桐主演。他在吴基焕执导，白百何、彭于晏、吴佩慈、蒋劲夫主演的爱情片《分手合约》中客串李行的好友。他和吴佩慈、张翰、连晋主演丁小洋执导和编剧的惊悚喜剧片《夜幕惊魂》，同时他任该片的配乐。他和王智、蔡景森主演《喜羊羊与灰太狼》的第二部真人电影《我爱灰太狼2》。他创作了片尾曲《我一定会回来的》。
2015年，赵英俊在陈思诚执导和编剧的悬疑喜剧片《唐人街探案》中出演配角越南仔，和北哥（小沈阳饰）、金刚（桑平饰）是兄弟。该片由王宝强、刘昊然领衔主演，在中国大陆票房超8.23亿。同时，他还给主题曲《唐人街》的作词和作曲。同年，他出现在杨子姗、白客、陈柏霖、马天宇、刘循子墨主演的奇幻喜剧片《万万没想到》中，他创作了片尾曲《大王叫我来巡山》。
2017年，赵英俊参演的5部电影上映。他和张磊、杜天皓、谭卓主演喜剧片《猴年马月》。他在贾静雯、范伟主演的喜剧片《有完没完》中扮演和平（薛之谦饰）的欢喜冤家，一名小区保安、物业管理员。同时他创作了推广曲《超级舞林》。他在卢正雨执导，卢正雨、郭采洁、范伟主演的美食喜剧片《绝世高手》出演配角主持人，该片的主题曲《绝世高手》也是由他演唱。他在董成鹏执导，董成鹏、乔杉、古力娜扎、李鸿其、韩童生、曲隽希、岳云鹏、于谦、于洋、代乐乐、宋小宝、周冬雨主演的喜剧片《缝纫机乐队》中客串阿俊，该片中的三首歌曲《塑料袋》、《都选C》、《丁建国写的歌》都是由他作词和作曲。他参演由蓝白色的小说《终于等到你》改编的电影《喜欢·你》，该片由许宏宇执导，金城武、周冬雨主演。同年12月，他在北京展览馆剧场举办“回到明天”演唱会。
2020年，赵英俊在关晓彤、黄景瑜主演的爱情片《月半爱丽丝》出演配角大明星热哥。同年：好友薛之謙發起《一首歌一個故事》企劃，讓13位歌手重新演繹赵英俊创作的其中13首歌曲。

## 逝世
2021年2月3日14时33分，赵英俊因肝癌晚期医治无效在北京清华长庚医院逝世，年仅43岁。

## 演出作品

### 电影
| 年份 | 片名                     | 角色           | 备注     |
| ---- | ------------------------ | -------------- | -------- |
| 2007 | 大话股神                 | 彩头           |          |
| 2009 | 夜·店                    | 朱辽           |          |
| 2010 | 幸福在2010               | 于达           |          |
| 2010 | 全优7笑果                | 英俊           |          |
| 2011 | 戒烟不戒酒               |                |          |
| 2011 | 像小强一样活着           | 张小强         |          |
| 2011 | 不怕贼惦记               | 莫小白         |          |
| 2012 | 夜店诡谈                 |                |          |
| 2012 | 第一次                   | 春子（吉他手） |          |
| 2013 | 爱情不NG                 | 保险哥         |          |
| 2013 | 分手合约                 | 李行的好友     |          |
| 2013 | 夜幕惊魂                 | 小蔡           |          |
| 2013 | 我爱灰太狼2              | 灰太狼         |          |
| 2015 | 萬萬沒想到：西遊篇       | 打鼓小妖       |          |
| 2015 | 唐人街探案               | 越南仔         |          |
| 2016 | 王牌逗王牌               | 兵兵           |          |
| 2017 | 猴年马月                 | 申浅           |          |
| 2017 | 有完没完                 | 保安           |          |
| 2017 | 绝世高手                 | 主持人         |          |
| 2017 | 缝纫机乐队               | 阿俊           |          |
| 2017 | 喜欢·你                  | 警察           |          |
| 2019 | 侶行攻略之確認你是我的人 | 申淺           |          |
| 2020 | 月半爱丽丝               | 热哥           |          |
| 2021 | 岁月忽已暮               | 餐厅老板       |          |
| 2022 | 回到明天                 | 鲍健           |          |
| 2024 | 逃离疯人院               | 鲍健           | 網絡電影 |

## 音樂作品

### 电影歌曲
| 年份 | 歌曲名                           | 电影名         | 备注           |
| ---- | -------------------------------- | -------------- | -------------- |
| 2011 | 像小强一样活着                   | 像小强一样活着 | 词曲、演唱     |
| 2012 | 我就要和你在一起（与夏筠妍合唱） | 人再囧途之泰囧 | 词曲、演唱     |
| 2013 | 守护神                           | 爱，很美       | 演唱           |
| 2013 | 我一定会回来的                   | 我爱灰太狼2    | 词曲、演唱     |
| 2015 | 煎饼侠                           | 煎饼侠         | 词曲、演唱     |
| 2015 | 大王叫我来巡山                   | 万万没想到     | 词曲、演唱     |
| 2015 | 万万                             | 万万没想到     | 演唱           |
| 2015 | 清风徐来（王菲）                 | 港囧           | 词曲           |
| 2015 | 唐人街（李宇春）                 | 唐人街探案     | 词曲           |
| 2016 | 世界上不存在的歌                 | 火锅英雄       | 作曲、演唱     |
| 2016 | 有你的快递                       | 超级快递       | 词曲、演唱     |
| 2017 | 守候                             | 大闹天竺       | 词曲、演唱     |
| 2017 | 超级舞林（与王啸坤、范伟合唱）   | 有完没完       | 参与词曲、演唱 |
| 2017 | 绝世高手                         | 绝世高手       | 词曲、演唱     |
| 2017 | 新365个祝福（蔡国庆、郭采洁）    | 绝世高手       | 参与词曲       |
| 2017 | 悟空传                           | 悟空传         | 词曲、演唱     |
| 2017 | 塑料袋（缝纫机乐队）             | 缝纫机乐队     | 词曲           |
| 2017 | 都选C（缝纫机乐队）              | 缝纫机乐队     | 词曲           |
| 2017 | 丁建国写的歌（路默依）           | 缝纫机乐队     | 词曲           |
| 2017 | 这就是命（黄渤）                 | 这就是命       | 词曲           |
| 2017 | 天灵灵（马丽）                   | 妖铃铃         | 词曲           |
| 2018 | 不许离开我                       | 南极之恋       | 词曲、演唱     |
| 2018 | 世上只有爸爸好                   | 熊出没·变形记  | 词曲、演唱     |
| 2018 | 女儿国（李荣浩、张靓颖）         | 西游记女儿国   | 参与词曲       |
| 2019 | 无愧（R1SE）                     | 上海堡垒       | 词曲           |
| 2019 | 为你勇敢                         | 鼠胆英雄       | 词曲、演唱     |
| 2019 | 渣                               | 受益人         | 词曲、演唱     |
| 2020 | 给妈咪（王一博）                 | 囧妈           | 词曲           |
| 2020 | 送你一朵小红花                   | 送你一朵小红花 | 词曲、演唱     |
| 2020 | 花                               | 送你一朵小红花 | 演唱           |

### 其他歌曲
| 年份 | 歌曲名               | 参与           | 备注                             |
| ---- | -------------------- | -------------- | -------------------------------- |
| 2004 | 沙漠（满江）         | 词曲           | 专辑《四舍五入》                 |
| 2006 | 写下寂寞（张杰）     | 词曲           | 专辑《再爱我一回》               |
| 2006 | 友忆思（张杰）       | 词曲           | 专辑《再爱我一回》               |
| 2013 | 左手右手（马郁）     | 词曲           | 电视剧《我的左手右手》主题曲     |
| 2013 | 致我们终将逝去的青春 | 词曲、演唱     | 与赵薇导演同名电影无关           |
| 2015 | 我不想哭（杨烨）     | 词曲           | EP《不得不分开》                 |
| 2015 | 日子（陈明）         | 作曲、参与作词 | 电视剧《继父回家》片尾曲         |
| 2016 | 方的言               | 词曲、演唱     | 方言音乐节目《十三亿分贝》主题曲 |
| 2017 | 哭给你听（金志文）   | 作词、参与作曲 |                                  |
| 2017 | 同一屋檐下（群星）   | 词曲、参与演唱 | 《青春旅社》节目主题曲           |
| 2017 | 骄傲（王源）         | 作曲           |                                  |
| 2019 | 姑娘（王源）         | 参与作词       | 《我是唱作人》歌曲               |
| 2020 | 小红象（杨超越）     | 作曲           |                                  |
| 2020 | 潘金莲（薛之谦）     | 词曲           | 专辑《天外来物》                 |
| 2022 | 一觉醒来             | 词曲、参与演唱 | 《回到明天》主题曲               |
| 2024 | 念（薛之谦）         | 参与作曲       | 专辑《守村人》                   |